# 玛格丽特·伍德布里奇
玛格丽特·伍德布里奇（英語：Margaret Woodbridge，1902年1月6日—1995年2月23日），美国女子游泳运动员。她曾代表美国参加1920年夏季奥林匹克运动会游泳比赛，获得女子4×100米自由泳接力金牌和女子300米自由泳银牌。